# Habuba Kabira
Habuba Kabira (în arabă تل حبوبة الكبيرة – tall habūba al-kabīra) este un sit arheologic din nordul Siriei, fondat în jurul anului 3500 î.Hr. (perioada Uruk V și IV, sau Urukul mijlociu). Explorat de Deutsche Orient-Gesellschaft și de Comitetul belgian pentru cercetări istorice, epigrafice și arheologice din Mesopotamia din 1967 până în 1975, situl a fost acoperit de apele lacului Al-Assad în timpul lucrărilor de construcție a barajul Tabqa în 1975. El a oferit „harta aproape completă a unui oraș de la sfârșitul celui de al patrulea mileniu cu meterezele sale, străzile, clădirile mari („templele” din povestea Qannas) și casele private”.

## Descriere
Situl se află la doar câțiva zeci de centimetri altitudine deasupra câmpiei înconjurătoare, partea de sud numită Qannas fiind mai pronunțată. Orașul, care are caracteristicile unui oraș nou (100 până la 150 de ani de la fondare), era înconjurat de un zid construit în linie dreaptă, întrerupt în unele locuri de turnuri și porți, și măsura 400 de metri de la nord la sud și 150 de metri de la vest la est. O arteră lungă pe direcția nord-sud forma un fel de coloană vertebrală a orașului. Zonele rezidențiale erau străbătute de o rețea de străzi perpendiculare, iar casele mai îndepărtate se aflau pe ulicioare întortocheate. Casele erau de diferite dimensiuni; cele mai mari și mai frumoase erau amplasate în centru, devenind, odată cu traversarea orașului către hotarele sale, tot mai mici și mai sărăcăcioase. În centrul orașului, Tell Qannas, erau construite clădiri tripartite (alcătuite din trei părți) și de o sală asemănătoare sălilor cu stâlpi din Uruk.
Pe malul drept al Eufratului, la câțiva kilometri de Habuba Kabira în partea de sus a platoului, situl Jebel Aruda are, pe o scară mai mică, aceeași amenajare: o rețea de case de locuit și, în centru, pe un fel de terasă ridicată, un complex monumental format din două clădiri în plan tripartit. De partea cealaltă a râului, Sheikh Hassan are și așezări tipice epocii Uruk, în special clădiri tripartite, considerate de obicei „temple” deși acest lucru este contestat. Aceste aglomerări sunt fie produsul dezvoltării regionale spontane în meandrul râului Eufrat, fie rezultatul colonizării populațiilor sumeriene. Fiind amplasate pe râul Eufrat, care era folosit în Uruk pentru irigație, într-un loc în care drumul dinspre litoralul Siriei trece pe lângă râu, se pare că aceste aglomerări erau așezăminte de natură comercială, care furnizau lemn regiunii Uruk.
Acest oraș este cel mai vechi oraș fortificat din Orientul Mijlociu, având bastioane și ziduri exterioare. Zidul fortificat cuprinde o suprafață de aproximativ 20 de hectare, este rectiliniu și constă dintr-un perete de 3 până la 3,30 metri grosime. La intervale regulate sunt dispuse turnuri și bastioane. Accesul în oraș se făcea prin două porți (poarta Qannas și poarta Habuba). Zidul principal era dublat de un perete mai subțire, situat la 5 m în fața lui pe întreaga sa lungime.

## Legături externe
- Jean Claude Margueron. „L'apparition des villes au Proche-Orient IVe et IIIe millénaires” (PDF). Arhivat din original (PDF) la 19 august 2019.
- en  Jean-Luc Bertrand-Krajewski. „Short Historical Dictionary on Urban Hydrology and Drainage (Habuba Kabira)” (PDF). Arhivat din original (PDF) la 3 martie 2016. Accesat în 21 noiembrie 2019.
- R. Vallet. „Habuba Kebira ou la naissance de l'urbanisme”.
- „Le sauvetage des vestiges de la zone de submersion du barrage de Tabqa sur l'Euphrate” (PDF).